# Indosat
PT Indosat Tbk – indonezyjski operator telekomunikacyjny. Należy do największych dostawców usług i sieci telekomunikacyjnych w Indonezji.
W 2015 roku firma posiadała ok. 21 procent udziału w rynku telefonii komórkowej. W tym samym roku operator miał 69 mln abonentów.
Operator rozpoczął działalność w 1967 roku.